# 库米拉维多利亚人队
库米拉维多利亚人队，是孟加拉國的一支職業男子板球隊，參與孟加拉甲組聯盟，該聯盟屬於T20板球聯盟之一。該隊主場在庫米拉市。該隊目前由孟加拉國計畫部長穆斯塔法·卡馬爾的女兒娜菲莎·卡馬爾所擁有，隊長是塔敏·伊克巴爾。
由于与哈西娜政府的关系（该政府在2024年8月学生人民起义后被撤销），该队没有参加2025年孟加拉超级联赛。